# MTV Movie & TV Award de la meilleure performance dans un film
 (novembre 2022).
La mise en forme du texte ne suit pas les recommandations de Wikipédia : il faut le « wikifier ».
Les points d'amélioration suivants sont les cas les plus fréquents :
- Les titres sont pré-formatés par le logiciel. Ils ne sont ni en capitales, ni en gras.
- Le texte ne doit pas être écrit en capitales (les noms de famille non plus), ni en gras, ni en italique, ni en « petit »…
- Le gras n'est utilisé que pour surligner le titre de l'article dans l'introduction, une seule fois.
- L'italique est rarement utilisé : mots en langue étrangère, titres d'œuvres, noms de bateaux, etc.
- Les citations ne sont pas en italique mais en corps de texte normal. Elles sont entourées par des guillemets français : « et ».
- Les listes à puces sont à éviter, des paragraphes rédigés étant largement préférés. Les tableaux sont à réserver à la présentation de données structurées (résultats, etc.).
- Les appels de note de bas de page (petits chiffres en exposant, introduits par l'outil «  Source ») sont à placer entre la fin de phrase et le point final[comme ça].
- Les liens internes (vers d'autres articles de Wikipédia) sont à choisir avec parcimonie. Créez des liens vers des articles approfondissant le sujet. Les termes génériques sans rapport avec le sujet sont à éviter, ainsi que les répétitions de liens vers un même terme.
- Les liens externes sont à placer uniquement dans une section « Liens externes », à la fin de l'article. Ces liens sont à choisir avec parcimonie suivant les règles définies. Si un lien sert de source à l'article, son insertion dans le texte est à faire par les notes de bas de page.
- La présentation des références doit suivre les conventions bibliographiques. Il est recommandé d'utiliser les modèles {{Ouvrage}}, {{Chapitre}}, {{Article}}, {{Lien web}} et/ou {{Bibliographie}}. Le mode d'édition visuel peut mettre en forme automatiquement les références.
- Insérer une infobox (cadre d'informations à droite) n'est pas obligatoire pour parachever la mise en page.

Pour une aide détaillée, merci de consulter Aide:Wikification.
Si vous pensez que ces points ont été résolus, vous pouvez retirer ce bandeau et améliorer la mise en forme d'un autre article.
Le "MTV Movie & TV Award du meilleur acteur" (Best Performance in a Movie) et "MTV Movie & TV Award de la meilleure actrice" (Best Female Performance) est une récompense cinématographique décernée chaque année depuis 1992 par MTV Movie & TV Awards. 
Dans toutes les années sauf en 2005 et 2006, les prix sont séparés en catégories masculine et féminine. 
Depuis 2017, les catégories ont fusionné il a été renommé « Meilleure performance dans un film » (Best Performance in a Movie).

## Palmarès

### Années 1990
| Année | Categorie | Acteur / Actrice            | Film                           | Personnage                      |
| ----- | --------- | --------------------------- | ------------------------------ | ------------------------------- |
| 1992  | Acteur    | Arnold Schwarzenegger       | Terminator 2: Judgment Day     | Terminator                      |
| 1992  | Acteur    | Kevin Costner               | Robin Hood: Prince of Thieves  | Robin Hood                      |
| 1992  | Acteur    | Robert De Niro              | Cape Fear                      | Max Cady                        |
| 1992  | Acteur    | Val Kilmer                  | The Doors                      | Jim Morrison                    |
| 1992  | Acteur    | Robin Williams              | The Fisher King                | Henry Sagan/Parry               |
| 1992  | Actrice   | Linda Hamilton              | Terminator 2: Judgment Day     | Sarah Connor                    |
| 1992  | Actrice   | Geena Davis                 | Thelma and Louise              | Thelma Dickinson                |
| 1992  | Actrice   | Rebecca De Mornay           | The Hand That Rocks the Cradle | Peyton Flanders                 |
| 1992  | Actrice   | Mary Elizabeth Mastrantonio | Robin Hood: Prince of Thieves  | Maid Marian                     |
| 1992  | Actrice   | Julia Roberts               | Dying Young                    | Hilary O'Neil                   |
| 1993  | Acteur    | Denzel Washington           | Malcolm X                      | Malcolm X                       |
| 1993  | Acteur    | Kevin Costner               | The Bodyguard                  | Frank Farmer                    |
| 1993  | Acteur    | Tom Cruise                  | A Few Good Men                 | Lieutenant Daniel Kaffee        |
| 1993  | Acteur    | Michael Douglas             | Basic Instinct                 | Nick Curran                     |
| 1993  | Acteur    | Jack Nicholson              | A Few Good Men                 | Col. Nathan Jessep              |
| 1993  | Actrice   | Sharon Stone                | Basic Instinct                 | Catherine Tramell               |
| 1993  | Actrice   | Geena Davis                 | A League of Their Own          | Dottie Hinson                   |
| 1993  | Actrice   | Whoopi Goldberg             | Sister Act                     | Deloris Van Cartier             |
| 1993  | Actrice   | Whitney Houston             | The Bodyguard                  | Rachel Marron                   |
| 1993  | Actrice   | Demi Moore                  | A Few Good Men                 | Lt. Commander Joanne Galloway   |
| 1994  | Acteur    | Tom Hanks                   | Philadelphia                   | Andrew Beckett                  |
| 1994  | Acteur    | Tom Cruise                  | The Firm                       | Mitch McDeere                   |
| 1994  | Acteur    | Harrison Ford               | The Fugitive                   | Dr. Richard Kimble              |
| 1994  | Acteur    | Val Kilmer                  | Tombstone                      | Doc Holliday                    |
| 1994  | Acteur    | Robin Williams              | Mrs. Doubtfire                 | Daniel Hillard / Mrs. Doubtfire |
| 1994  | Actrice   | Janet Jackson               | Poetic Justice                 | Justice                         |
| 1994  | Actrice   | Angela Bassett              | What's Love Got to Do with It  | Tina Turner                     |
| 1994  | Actrice   | Demi Moore                  | Indecent Proposal              | Diana Murphy                    |
| 1994  | Actrice   | Julia Roberts               | The Pelican Brief              | Darby Shaw                      |
| 1994  | Actrice   | Meg Ryan                    | Sleepless in Seattle           | Annie Reed                      |
| 1995  | Acteur    | Brad Pitt                   | Interview with the Vampire     | Louis                           |
| 1995  | Acteur    | Tom Hanks                   | Forrest Gump                   | Forrest Gump                    |
| 1995  | Acteur    | Brandon Lee                 | The Crow                       | Eric Draven/The Crow            |
| 1995  | Acteur    | Keanu Reeves                | Speed                          | Jack Traven                     |
| 1995  | Acteur    | John Travolta               | Pulp Fiction                   | Vincent Vega                    |
| 1995  | Actrice   | Sandra Bullock              | Speed                          | Annie Porter                    |
| 1995  | Actrice   | Jamie Lee Curtis            | True Lies                      | Helen Tasker                    |
| 1995  | Actrice   | Jodie Foster                | Nell                           | Nell Kellty                     |
| 1995  | Actrice   | Meg Ryan                    | When a Man Loves a Woman       | Alice Green                     |
| 1995  | Actrice   | Uma Thurman                 | Pulp Fiction                   | Mia Wallace                     |
| 1996  | Acteur    | Jim Carrey                  | Ace Ventura: When Nature Calls | Ace Ventura                     |
| 1996  | Acteur    | Mel Gibson                  | Braveheart                     | William Wallace                 |
| 1996  | Acteur    | Tom Hanks                   | Apollo 13                      | Jim Lovell                      |
| 1996  | Acteur    | Brad Pitt                   | 12 Monkeys                     | Jeffrey Goines                  |
| 1996  | Acteur    | Denzel Washington           | Crimson Tide                   | Lieutenant Commander Ron Hunter |
| 1996  | Actrice   | Alicia Silverstone          | Clueless                       | Cher Horowitz                   |
| 1996  | Actrice   | Sandra Bullock              | While You Were Sleeping        | Lucy Eleanor Moderatz           |
| 1996  | Actrice   | Michelle Pfeiffer           | Dangerous Minds                | LouAnne Johnson                 |
| 1996  | Actrice   | Susan Sarandon              | Dead Man Walking               | Sister Helen Prejean            |
| 1996  | Actrice   | Sharon Stone                | Casino                         | Ginger McKenna                  |
| 1997  | Acteur    | Tom Cruise                  | Jerry Maguire                  | Jerry Maguire                   |
| 1997  | Acteur    | Leonardo DiCaprio           | Romeo + Juliet                 | Romeo                           |
| 1997  | Acteur    | Eddie Murphy                | The Nutty Professor            | Sherman Klump                   |
| 1997  | Acteur    | Will Smith                  | Independence Day               | Steven Hiller                   |
| 1997  | Acteur    | John Travolta               | Phenomenon                     | George Malley                   |
| 1997  | Actrice   | Claire Danes                | Romeo + Juliet                 | Juliet                          |
| 1997  | Actrice   | Sandra Bullock              | A Time to Kill                 | Ellen Roark                     |
| 1997  | Actrice   | Neve Campbell               | Scream                         | Sidney Prescott                 |
| 1997  | Actrice   | Helen Hunt                  | Twister                        | Jo Harding                      |
| 1997  | Actrice   | Madonna                     | Evita                          | Eva Peron                       |
| 1998  | Acteur    | Leonardo DiCaprio           | Titanic                        | Jack Dawson                     |
| 1998  | Acteur    | Nicolas Cage                | Face/Off                       | Castor Troy                     |
| 1998  | Acteur    | Matt Damon                  | Good Will Hunting              | Will Hunting                    |
| 1998  | Acteur    | Samuel L. Jackson           | Jackie Brown                   | Ordell Robbie                   |
| 1998  | Acteur    | John Travolta               | Face/Off                       | Sean Archer                     |
| 1998  | Actrice   | Neve Campbell               | Scream 2                       | Sidney Prescott                 |
| 1998  | Actrice   | Vivica A. Fox               | Soul Food                      | Maxine Chadway                  |
| 1998  | Actrice   | Helen Hunt                  | As Good as It Gets             | Carol Connelly                  |
| 1998  | Actrice   | Julia Roberts               | My Best Friend's Wedding       | Julianne Potters                |
| 1998  | Actrice   | Kate Winslet                | Titanic                        | Rose DeWitt Bukater             |
| 1999  | Acteur    | Jim Carrey                  | The Truman Show                | Truman Burbank                  |
| 1999  | Acteur    | Ben Affleck                 | Armageddon                     | A.J. Frost                      |
| 1999  | Acteur    | Tom Hanks                   | Saving Private Ryan            | John Miller                     |
| 1999  | Acteur    | Adam Sandler                | The Waterboy                   | Bobby Boucher                   |
| 1999  | Acteur    | Will Smith                  | Enemy of the State             | Robert Dean                     |
| 1999  | Actrice   | Cameron Diaz                | There's Something About Mary   | Mary Jensen                     |
| 1999  | Actrice   | Jennifer Love Hewitt        | Can't Hardly Wait              | Amanda Beckett                  |
| 1999  | Actrice   | Jennifer Lopez              | Out of Sight                   | Karen Sisco                     |
| 1999  | Actrice   | Gwyneth Paltrow             | Shakespeare in Love            | Viola de Lesseps                |
| 1999  | Actrice   | Liv Tyler                   | Armageddon                     | Grace Stamper                   |

### Années 2000
| Année | Categorie        | Acteur / Actrice      | Film                                                              | Personnages               |
| ----- | ---------------- | --------------------- | ----------------------------------------------------------------- | ------------------------- |
| 2000  | Acteur           | Keanu Reeves          | The Matrix                                                        | Neo                       |
| 2000  | Acteur           | Jim Carrey            | Man on the Moon                                                   | Andy Kaufman              |
| 2000  | Acteur           | Ryan Phillippe        | Cruel Intentions                                                  | Sebastian Valmont         |
| 2000  | Acteur           | Adam Sandler          | Big Daddy                                                         | Sonny Koufax              |
| 2000  | Acteur           | Bruce Willis          | The Sixth Sense                                                   | Dr. Malcolm Crowe         |
| 2000  | Actrice          | Sarah Michelle Gellar | Cruel Intentions                                                  | Kathryn                   |
| 2000  | Actrice          | Drew Barrymore        | Never Been Kissed                                                 | Josie Geller              |
| 2000  | Actrice          | Neve Campbell         | Scream 3                                                          | Sidney Prescott           |
| 2000  | Actrice          | Ashley Judd           | Double Jeopardy                                                   | Libby Parsons             |
| 2000  | Actrice          | Julia Roberts         | Runaway Bride                                                     | Maggie Carpenter          |
| 2001  | Acteur           | Tom Cruise            | Mission: Impossible 2                                             | Ethan Hunt                |
| 2001  | Acteur           | Russell Crowe         | Gladiator                                                         | Maximus                   |
| 2001  | Acteur           | Omar Epps             | Love & Basketball                                                 | Quincy McCall             |
| 2001  | Acteur           | Mel Gibson            | The Patriot                                                       | Benjamin Martin           |
| 2001  | Acteur           | Tom Hanks             | Cast Away                                                         | Chuck Noland              |
| 2001  | Actrice          | Julia Roberts         | Erin Brockovich                                                   | Erin Brockovich           |
| 2001  | Actrice          | Aaliyah               | Romeo Must Die                                                    | Trish O'Day               |
| 2001  | Actrice          | Kate Hudson           | Almost Famous                                                     | Penny Lane                |
| 2001  | Actrice          | Jennifer Lopez        | The Cell                                                          | Dr. Catherine Deane       |
| 2001  | Actrice          | Julia Stiles          | Save the Last Dance                                               | Sara Johnson              |
| 2002  | Acteur           | Will Smith            | Ali                                                               | Muhammad Ali              |
| 2002  | Acteur           | Russell Crowe         | A Beautiful Mind                                                  | John Nash                 |
| 2002  | Acteur           | Josh Hartnett         | Pearl Harbor                                                      | Lieutenant Danny Walker   |
| 2002  | Acteur           | Vin Diesel            | The Fast and the Furious                                          | Dominic Toretto           |
| 2002  | Acteur           | Elijah Wood           | The Lord of the Rings: The Fellowship of the Ring                 | Frodo Baggins             |
| 2002  | Actrice          | Nicole Kidman         | Moulin Rouge!                                                     | Satine                    |
| 2002  | Actrice          | Kate Beckinsale       | Pearl Harbor                                                      | Nurse Evelyn Johnson      |
| 2002  | Actrice          | Halle Berry           | Monster's Ball                                                    | Leticia Musgrove          |
| 2002  | Actrice          | Angelina Jolie        | Lara Croft: Tomb Raider                                           | Lara Croft                |
| 2002  | Actrice          | Reese Witherspoon     | Legally Blonde                                                    | Elle Woods                |
| 2003  | Acteur           | Eminem                | 8 Mile                                                            | Jimmy "B-Rabbit" Smith    |
| 2003  | Acteur           | Vin Diesel            | xXx (avant xXx: Reactivated / xXx: Return of Xander Cage en 2017) | Xander Cage               |
| 2003  | Acteur           | Leonardo DiCaprio     | Catch Me If You Can                                               | Frank Abagnale            |
| 2003  | Acteur           | Tobey Maguire         | Spider-Man                                                        | Peter Parker / Spider-Man |
| 2003  | Acteur           | Viggo Mortensen       | The Lord of the Rings: The Two Towers                             | Aragorn                   |
| 2003  | Actrice          | Kirsten Dunst         | Spider-Man                                                        | Mary Jane Watson          |
| 2003  | Actrice          | Halle Berry           | Die Another Day                                                   | Jinx                      |
| 2003  | Actrice          | Kate Hudson           | How to Lose a Guy in 10 Days                                      | Andie Anderson            |
| 2003  | Actrice          | Queen Latifah         | Chicago                                                           | Matron Morton             |
| 2003  | Actrice          | Reese Witherspoon     | Sweet Home Alabama                                                | Melanie Carmichael        |
| 2004  | Acteur           | Johnny Depp           | Pirates of the Caribbean: The Curse of the Black Pearl            | Jack Sparrow              |
| 2004  | Acteur           | Jim Caviezel          | The Passion of the Christ                                         | Jesus Christ              |
| 2004  | Acteur           | Tom Cruise            | The Last Samurai                                                  | Cpt. Nathan Algren        |
| 2004  | Acteur           | Bill Murray           | Lost in Translation                                               | Bob Harris                |
| 2004  | Acteur           | Adam Sandler          | 50 First Dates                                                    | Henry Roth                |
| 2004  | Actrice          | Uma Thurman           | Kill Bill: Volume 1                                               | The Bride                 |
| 2004  | Actrice          | Drew Barrymore        | 50 First Dates                                                    | Lucy Whitmore             |
| 2004  | Actrice          | Halle Berry           | Gothika                                                           | Miranda Grey              |
| 2004  | Actrice          | Queen Latifah         | Bringing Down the House                                           | Charlene Morton           |
| 2004  | Actrice          | Charlize Theron       | Monster                                                           | Aileen Wuornos            |
| 2005  | Acteur           | Leonardo DiCaprio     | The Aviator                                                       | Howard Hughes             |
| 2005  | Acteur           | Matt Damon            | The Bourne Supremacy                                              | Jason Bourne              |
| 2005  | Acteur           | Jamie Foxx            | Ray                                                               | Ray Charles               |
| 2005  | Acteur           | Brad Pitt             | Troy                                                              | Achilles                  |
| 2005  | Acteur           | Will Smith            | Hitch                                                             | Hitch                     |
| 2005  | Actrice          | Lindsay Lohan         | Mean Girls                                                        | Cady Heron                |
| 2005  | Actrice          | Rachel McAdams        | The Notebook                                                      | Allie Hamilton            |
| 2005  | Actrice          | Natalie Portman       | Garden State                                                      | Sam                       |
| 2005  | Actrice          | Hilary Swank          | Million Dollar Baby                                               | Maggie Fitzgerald         |
| 2005  | Actrice          | Uma Thurman           | Kill Bill: Volume 2                                               | The Bride                 |
| 2006  | Acteur / Actrice | Jake Gyllenhaal       | Brokeback Mountain                                                | Jack Twist                |
| 2006  | Acteur / Actrice | Steve Carell          | The 40-Year-Old Virgin                                            | Andy Stitzer              |
| 2006  | Acteur / Actrice | Terrence Howard       | Hustle & Flow                                                     | DJay                      |
| 2006  | Acteur / Actrice | Rachel McAdams        | Red Eye                                                           | Lisa Reisert              |
| 2006  | Acteur / Actrice | Joaquin Phoenix       | Walk the Line                                                     | Johnny Cash               |
| 2006  | Acteur / Actrice | Reese Witherspoon     | Walk the Line                                                     | June Carter Cash          |
| 2007  | Acteur / Actrice | Johnny Depp           | Pirates of the Caribbean: Dead Man's Chest                        | Jack Sparrow              |
| 2007  | Acteur / Actrice | Gerard Butler         | 300                                                               | Leonidas                  |
| 2007  | Acteur / Actrice | Jennifer Hudson       | Dreamgirls                                                        | Effie White               |
| 2007  | Acteur / Actrice | Keira Knightley       | Pirates of the Caribbean: Dead Man's Chest                        | Elizabeth                 |
| 2007  | Acteur / Actrice | Beyoncé               | Dreamgirls                                                        | Deena Jones               |
| 2007  | Acteur / Actrice | Will Smith            | The Pursuit of Happyness                                          | Chris Gardner             |
| 2008  | Acteur           | Will Smith            | I Am Legend                                                       | Robert Neville            |
| 2008  | Acteur           | Michael Cera          | Juno                                                              | Paulie Bleeker            |
| 2008  | Acteur           | Matt Damon            | The Bourne Ultimatum                                              | Jason Bourne              |
| 2008  | Acteur           | Shia LaBeouf          | Transformers                                                      | Sam Witwicky              |
| 2008  | Acteur           | Denzel Washington     | American Gangster                                                 | Frank Lucas               |
| 2008  | Actrice          | Ellen Page            | Juno                                                              | Juno MacGuff              |
| 2008  | Actrice          | Amy Adams             | Enchanted                                                         | Giselle                   |
| 2008  | Actrice          | Jessica Biel          | I Now Pronounce You Chuck and Larry                               | Alex McDonough            |
| 2008  | Actrice          | Katherine Heigl       | Knocked Up                                                        | Alison Scott              |
| 2008  | Actrice          | Keira Knightley       | Pirates of the Caribbean: At World's End                          | Elizabeth                 |
| 2009  | Acteur           | Zac Efron             | High School Musical 3: Senior Year                                | Troy Bolton               |
| 2009  | Acteur           | Christian Bale        | The Dark Knight                                                   | Bruce Wayne / Batman      |
| 2009  | Acteur           | Vin Diesel            | Fast & Furious                                                    | Dominic Toretto           |
| 2009  | Acteur           | Robert Downey, Jr.    | Iron Man                                                          | Tony Stark / Iron Man     |
| 2009  | Acteur           | Shia LaBeouf          | Eagle Eye                                                         | Jerry & Ethan Shaw        |
| 2009  | Actrice          | Kristen Stewart       | Twilight                                                          | Bella Swan                |
| 2009  | Actrice          | Anne Hathaway         | Bride Wars                                                        | Emma Allen                |
| 2009  | Actrice          | Taraji P. Henson      | The Curious Case of Benjamin Button                               | Queenie                   |
| 2009  | Actrice          | Angelina Jolie        | Wanted                                                            | Fox                       |
| 2009  | Actrice          | Kate Winslet          | The Reader                                                        | Hanna Schmitz             |

### Années 2010
| Année | Categorie        | Acteur / Actrice     | Film                                                  | Personnages                        | Réf.   |
| ----- | ---------------- | -------------------- | ----------------------------------------------------- | ---------------------------------- | ------ |
| 2010  | Acteur           | Robert Pattinson     | Twilight, chapitre II : Tentation                     | Edward Cullen                      | [ 1 ]  |
| 2010  | Acteur           | Zac Efron            | 17 ans encore                                         | Mike O'Donnell                     | [ 1 ]  |
| 2010  | Acteur           | Taylor Lautner       | Twilight, chapitre II : Tentation                     | Jacob Black                        | [ 1 ]  |
| 2010  | Acteur           | Daniel Radcliffe     | Harry Potter et le Prince de sang-mêlé                | Harry Potter                       | [ 1 ]  |
| 2010  | Acteur           | Channing Tatum       | Cher John                                             | John Tyree                         | [ 1 ]  |
| 2010  | Actrice          | Kristen Stewart      | Twilight, chapitre II : Tentation                     | Bella Swan                         | [ 1 ]  |
| 2010  | Actrice          | Sandra Bullock       | The Blind Side                                        | Leigh Anne Tuohy                   | [ 1 ]  |
| 2010  | Actrice          | Zoe Saldana          | Avatar                                                | Neytiri                            | [ 1 ]  |
| 2010  | Actrice          | Amanda Seyfried      | Cher John                                             | Savannah Lynn Curtis               | [ 1 ]  |
| 2010  | Actrice          | Emma Watson          | Harry Potter et le Prince de sang-mêlé                | Hermione Granger                   | [ 1 ]  |
| 2011  | Acteur           | Robert Pattinson     | Twilight, chapitre III : Hésitation                   | Edward Cullen                      | ,      |
| 2011  | Acteur           | Zac Efron            | Le Secret de Charlie                                  | Charlie St. Cloud                  | ,      |
| 2011  | Acteur           | Jesse Eisenberg      | The Social Network                                    | Mark Zuckerberg                    | ,      |
| 2011  | Acteur           | Taylor Lautner       | Twilight, chapitre III : Hésitation                   | Jacob Black                        | ,      |
| 2011  | Acteur           | Daniel Radcliffe     | Harry Potter et les Reliques de la Mort - 1ère partie | Harry Potter                       | ,      |
| 2011  | Actrice          | Kristen Stewart      | Twilight, chapitre III : Hésitation                   | Bella Swan                         | ,      |
| 2011  | Actrice          | Jennifer Aniston     | Le Mytho                                              | Katherine Murphy/"Devlin Maccabee" | ,      |
| 2011  | Actrice          | Natalie Portman      | Black Swan                                            | Nina Sayers                        | ,      |
| 2011  | Actrice          | Emma Stone           | Easy A                                                | Olive Penderghast                  | ,      |
| 2011  | Actrice          | Emma Watson          | Harry Potter et les Reliques de la Mort - 1ère partie | Hermione Granger                   | ,      |
| 2012  | Acteur           | Josh Hutcherson      | Hunger Games                                          | Peeta Mellark                      | [ 4 ]  |
| 2012  | Acteur           | Joseph Gordon-Levitt | 50/50                                                 | Adam Lerner                        | [ 4 ]  |
| 2012  | Acteur           | Ryan Gosling         | Drive                                                 | Driver                             | [ 4 ]  |
| 2012  | Acteur           | Daniel Radcliffe     | Harry Potter et les Reliques de la Mort - 2ème partie | Harry Potter                       | [ 4 ]  |
| 2012  | Acteur           | Channing Tatum       | Je te promets                                         | Leo Collins                        | [ 4 ]  |
| 2012  | Actrice          | Jennifer Lawrence    | Hunger Games                                          | Katniss Everdeen                   | [ 4 ]  |
| 2012  | Actrice          | Rooney Mara          | Millénium : Les Hommes qui n'aimaient pas les femmes  | Lisbeth Salander                   | [ 4 ]  |
| 2012  | Actrice          | Kristen Wiig         | Mes meilleures amies                                  | Annie Walker                       | [ 4 ]  |
| 2012  | Actrice          | Emma Stone           | Crazy, Stupid, Love.                                  | Hannah Weaver                      | [ 4 ]  |
| 2012  | Actrice          | Emma Watson          | Harry Potter et les Reliques de la Mort - 2ème partie | Hermione Granger                   | [ 4 ]  |
| 2013  | Acteur           | Bradley Cooper       | Happiness Therapy                                     | Pat Solitano Jr.                   | [ 5 ]  |
| 2013  | Acteur           | Ben Affleck          | Argo                                                  | Tony Mendez                        | [ 5 ]  |
| 2013  | Acteur           | Channing Tatum       | Magic Mike                                            | Michael "Magic Mike" Lane          | [ 5 ]  |
| 2013  | Acteur           | Daniel Day-Lewis     | Lincoln                                               | Abraham Lincoln                    | [ 5 ]  |
| 2013  | Acteur           | Jamie Foxx           | Django Unchained                                      | Django                             | [ 5 ]  |
| 2013  | Actrice          | Jennifer Lawrence    | Happiness Therapy                                     | Tiffany Maxwell                    | [ 5 ]  |
| 2013  | Actrice          | Anne Hathaway        | Les Misérables                                        | Fantine                            | [ 5 ]  |
| 2013  | Actrice          | Mila Kunis           | Ted                                                   | Lori Collins                       | [ 5 ]  |
| 2013  | Actrice          | Emma Watson          | Le Monde de Charlie                                   | Sam                                | [ 5 ]  |
| 2013  | Actrice          | Rebel Wilson         | Pitch Perfect                                         | Fat Amy                            | [ 5 ]  |
| 2014  | Acteur           | Josh Hutcherson      | Hunger Games : L'Embrasement                          | Peeta Mellark                      | [ 6 ]  |
| 2014  | Acteur           | Bradley Cooper       | American Hustle                                       | Richie DiMaso                      | [ 6 ]  |
| 2014  | Acteur           | Chiwetel Ejiofor     | Twelve Years a Slave                                  | Solomon Northup                    | [ 6 ]  |
| 2014  | Acteur           | Leonardo DiCaprio    | Le Loup de Wall Street                                | Jordan Belfort                     | [ 6 ]  |
| 2014  | Acteur           | Matthew McConaughey  | Dallas Buyers Club                                    | Ron Woodroof                       | [ 6 ]  |
| 2014  | Actrice          | Jennifer Lawrence    | Hunger Games : L'Embrasement                          | Katniss Everdeen                   | [ 6 ]  |
| 2014  | Actrice          | Amy Adams            | American Hustle                                       | Sydney Prosser                     | [ 6 ]  |
| 2014  | Actrice          | Jennifer Aniston     | Les Miller, une famille en herbe                      | Rose O'Reilly                      | [ 6 ]  |
| 2014  | Actrice          | Lupita Nyong'o       | Twelve Years a Slave                                  | Patsey                             | [ 6 ]  |
| 2014  | Actrice          | Sandra Bullock       | Gravity                                               | Dr. Ryan Stone                     | [ 6 ]  |
| 2015  | Acteur           | Bradley Cooper       | American Sniper                                       | Chris Kyle                         | [ 7 ]  |
| 2015  | Acteur           | Ansel Elgort         | Nos étoiles contraires                                | Augustus Waters                    | [ 7 ]  |
| 2015  | Acteur           | Channing Tatum       | Foxcatcher                                            | Mark Schultz                       | [ 7 ]  |
| 2015  | Acteur           | Chris Pratt          | Les Gardiens de la Galaxie                            | Peter Quill / Star-Lord            | [ 7 ]  |
| 2015  | Acteur           | Miles Teller         | Whiplash                                              | Andrew Neiman                      | [ 7 ]  |
| 2015  | Actrice          | Shailene Woodley     | Nos étoiles contraires                                | Hazel Grace Lancaster              | [ 7 ]  |
| 2015  | Actrice          | Scarlett Johansson   | Lucy                                                  | Lucy                               | [ 7 ]  |
| 2015  | Actrice          | Jennifer Lawrence    | Hunger Games : La Révolte, partie 1                   | Katniss Everdeen                   | [ 7 ]  |
| 2015  | Actrice          | Emma Stone           | Birdman                                               | Sam Thomson                        | [ 7 ]  |
| 2015  | Actrice          | Reese Witherspoon    | Wild                                                  | Cheryl Strayed                     | [ 7 ]  |
| 2016  | Acteur           | Leonardo DiCaprio    | The Revenant                                          | Hugh Glass                         | [ 8 ]  |
| 2016  | Acteur           | Matt Damon           | Seul sur Mars                                         | Mark Watney                        | [ 8 ]  |
| 2016  | Acteur           | Michael B. Jordan    | Creed : L'Héritage de Rocky Balboa                    | Adonis Creed                       | [ 8 ]  |
| 2016  | Acteur           | Chris Pratt          | Jurassic World                                        | Owen Grady                         | [ 8 ]  |
| 2016  | Acteur           | Ryan Reynolds        | Deadpool                                              | Wade Wilson / Deadpool             | [ 8 ]  |
| 2016  | Acteur           | Will Smith           | Seul contre tous                                      | Dr. Bennet Omalu                   | [ 8 ]  |
| 2016  | Actrice          | Charlize Theron      | Mad Max: Fury Road                                    | Imperator Furiosa                  | [ 8 ]  |
| 2016  | Actrice          | Alicia Vikander      | Ex Machina                                            | Ava                                | [ 8 ]  |
| 2016  | Actrice          | Anna Kendrick        | Pitch Perfect 2                                       | Beca Mitchell                      | [ 8 ]  |
| 2016  | Actrice          | Daisy Ridley         | Star Wars, épisode VII : Le Réveil de la Force        | Rey                                | [ 8 ]  |
| 2016  | Actrice          | Jennifer Lawrence    | Joy                                                   | Joy Mangano                        | [ 8 ]  |
| 2016  | Actrice          | Morena Baccarin      | Deadpool                                              | Vanessa James                      | [ 8 ]  |
| 2017  | Acteur / Actrice | Emma Watson          | La Belle et la Bête                                   | Belle                              | [ 9 ]  |
| 2017  | Acteur / Actrice | Taraji P. Henson     | Les Figures de l'ombre                                | Katherine Goble Johnson            | [ 9 ]  |
| 2017  | Acteur / Actrice | Hugh Jackman         | Logan                                                 | James Howlett / Logan              | [ 9 ]  |
| 2017  | Acteur / Actrice | Daniel Kaluuya       | Get Out                                               | Chris Washington                   | [ 9 ]  |
| 2017  | Acteur / Actrice | James McAvoy         | Split                                                 | Kevin Wendell Crumb                | [ 9 ]  |
| 2017  | Acteur / Actrice | Hailee Steinfeld     | The Edge of Seventeen                                 | Nadine Franklin                    | [ 9 ]  |
| 2018  | Acteur / Actrice | Chadwick Boseman     | Black Panther                                         | T'Challa / Black Panther           | [ 10 ] |
| 2018  | Acteur / Actrice | Timothée Chalamet    | Call Me by Your Name                                  | Elio Perlman                       | [ 10 ] |
| 2018  | Acteur / Actrice | Ansel Elgort         | Baby Driver                                           | Miles "Baby"                       | [ 10 ] |
| 2018  | Acteur / Actrice | Daisy Ridley         | Star Wars, épisode VIII : Les Derniers Jedi           | Rey                                | [ 10 ] |
| 2018  | Acteur / Actrice | Saoirse Ronan        | Lady Bird                                             | Christine "Lady Bird" McPherson    | [ 10 ] |
| 2019  | Acteur / Actrice | Lady Gaga            | A Star Is Born                                        | Ally                               | [ 11 ] |
| 2019  | Acteur / Actrice | Amandla Stenberg     | The Hate U Give : La Haine qu'on donne                | Starr Cmarter                      | [ 11 ] |
| 2019  | Acteur / Actrice | Lupita Nyong'o       | Us                                                    | Red                                | [ 11 ] |
| 2019  | Acteur / Actrice | Rami Malek           | Bohemian Rhapsody                                     | Freddie Mercury                    | [ 11 ] |
| 2019  | Acteur / Actrice | Sandra Bullock       | Bird Box                                              | Malorie                            | [ 11 ] |